# Ivars de Noguera (ort)
Ivars de Noguera är en ort i Spanien.   Den ligger i provinsen Província de Lleida och regionen Katalonien, i den nordöstra delen av landet, 400 km öster om huvudstaden Madrid. Ivars de Noguera ligger 375 meter över havet och antalet invånare är 349.
Terrängen runt Ivars de Noguera är kuperad åt nordost, men åt sydväst är den platt. Runt Ivars de Noguera är det ganska tätbefolkat, med 52 invånare per kvadratkilometer. Närmaste större samhälle är Balaguer, 18,6 km öster om Ivars de Noguera. Trakten runt Ivars de Noguera består till största delen av jordbruksmark.